# Henicorhynchus lineatus
Henicorhynchus lineatus es una especie de peces de la familia de los Cyprinidae en el orden de los Cypriniformes.

## Morfología
Los machos pueden llegar alcanzar los 15 cm de longitud total.
- Número de  vértebras: 32-33.[1][2]

## Hábitat
Es un pez de agua dulce y de clima tropical.

## Distribución geográfica
Se encuentran en Asia:  cuencas de los ríos  Mekong y Chao Phraya.